# Barleria gibsonioides
Barleria gibsonioides är en akantusväxtart som beskrevs av Blatter. Barleria gibsonioides ingår i släktet Barleria och familjen akantusväxter. Inga underarter finns listade i Catalogue of Life.